# Pat O’Callaghan

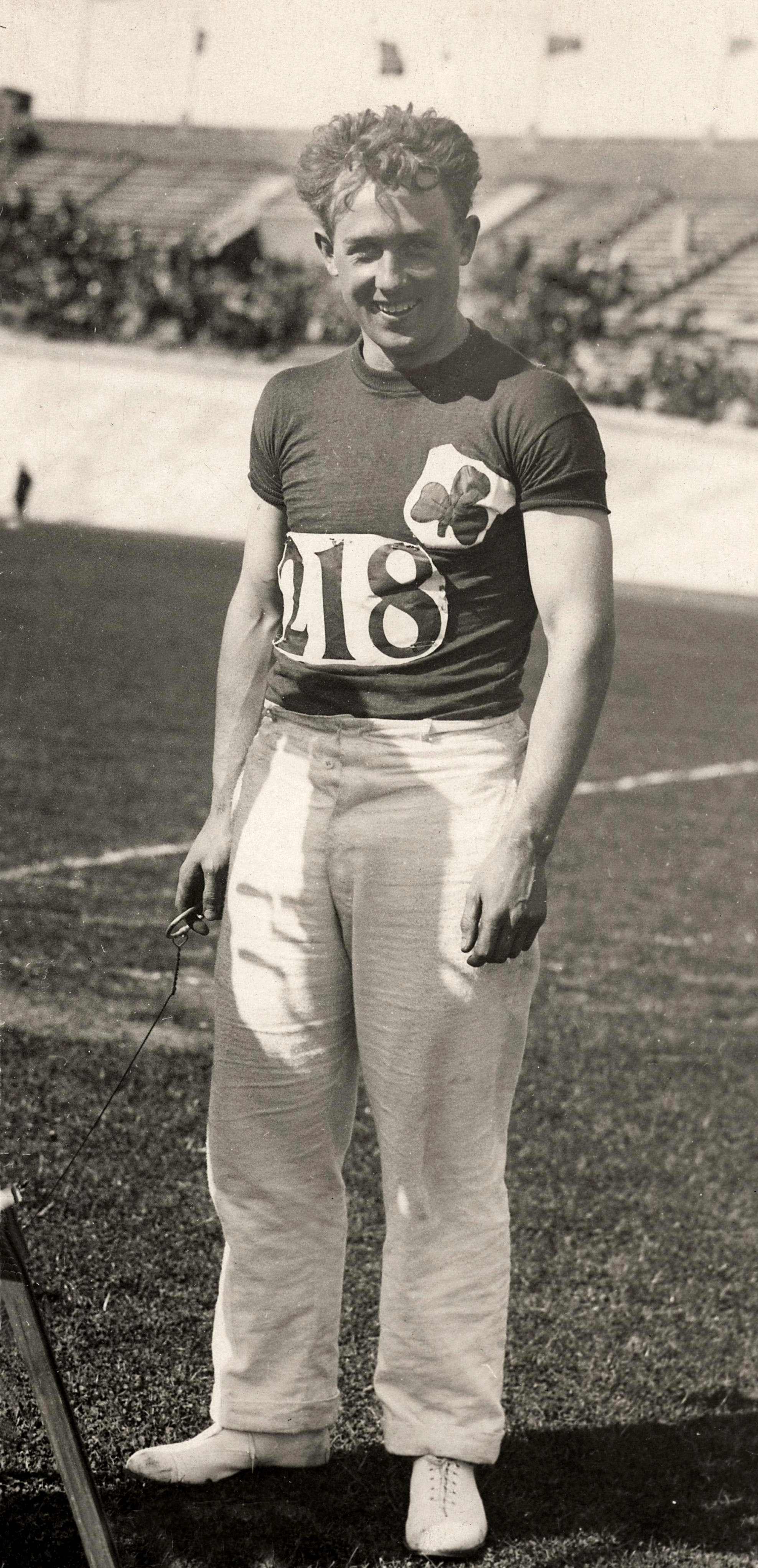
Pat O’Callaghan, 1928

Patrick „Pat“ O’Callaghan (* 15. September 1905 in Derrygallon, County Cork; † 1. Dezember 1991 in Clonmel) war ein irischer Hammerwerfer und zweifacher Olympiasieger.

## Biografie
O’Callaghan studierte Medizin am Royal College of Surgeons in Dublin. Nach dem Abschluss seines Studiums im Jahr 1926 diente er im Sanitätskorps der Royal Air Force. 1928 kehrte er nach Irland zurück und eröffnete in Clonmel (County Tipperary) eine eigene Arztpraxis.
1927 nahm O’Callaghan in Dublin erstmals an einem Hammerwurfwettbewerb teil. Bald ließ er sämtliche Gegner hinter sich zurück. Bei den Olympischen Spielen 1928 in Amsterdam gewann er die Goldmedaille. Er war damit der erste Olympiasieger des unabhängigen Irlands; mehrere Olympiasieger in dieser Disziplin, John Flanagan (3 Siege) und Pat Ryan waren zwar gebürtige Iren gewesen, aber für die USA angetreten. 1932 in Los Angeles wiederholte O’Callaghan diesen Erfolg. Er durfte 1936 in Berlin nicht teilnehmen, da der Weltverband IAAF sich weigerte, den irischen Verband anzuerkennen.
Während seiner Karriere gewann O’Callaghan sechs irische Meistertitel im Hammerwurf, Kugelstoßen, Gewichtweitwurf und Hochsprung. 1937 stellte er bei den Meisterschaften des County Cork einen inoffiziellen Weltrekord im Hammerwurf auf. Er erreichte eine Weite von 59,55 m, doch die IAAF weigerte sich noch immer, den irischen Verband anzuerkennen und so wurde auch der Wurf offiziell nicht anerkannt. O’Callaghans Weite wurde erst 1949 übertroffen.
Dr. O’Callaghan praktizierte mehr als sechzig Jahren in Clonmel und schloss seine Praxis erst, als er weit über achtzig Jahre alt war.